# 傑佛遜縣 (俄亥俄州)
傑佛遜縣（英語：Jefferson County）是位於美国俄亥俄州東部的一個縣，東以俄亥俄河與西維吉尼亞州相望，面積1,064平方公里。根据美国人口普查局2020年统计，共有人口65,249人。县治斯托本维尔。
該縣縣名紀念第三任美国总统托马斯·杰斐逊（時任美国副总统）。